# Hieronymus Galle I

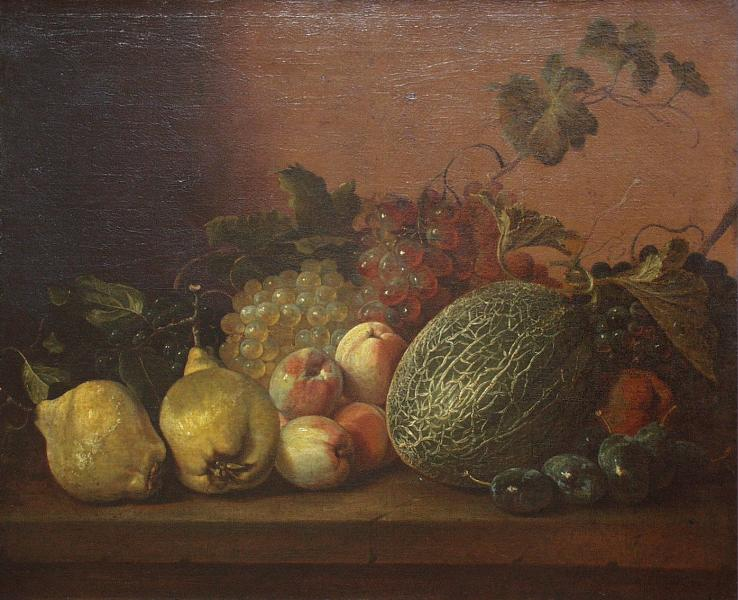
Stilleven met fruit.

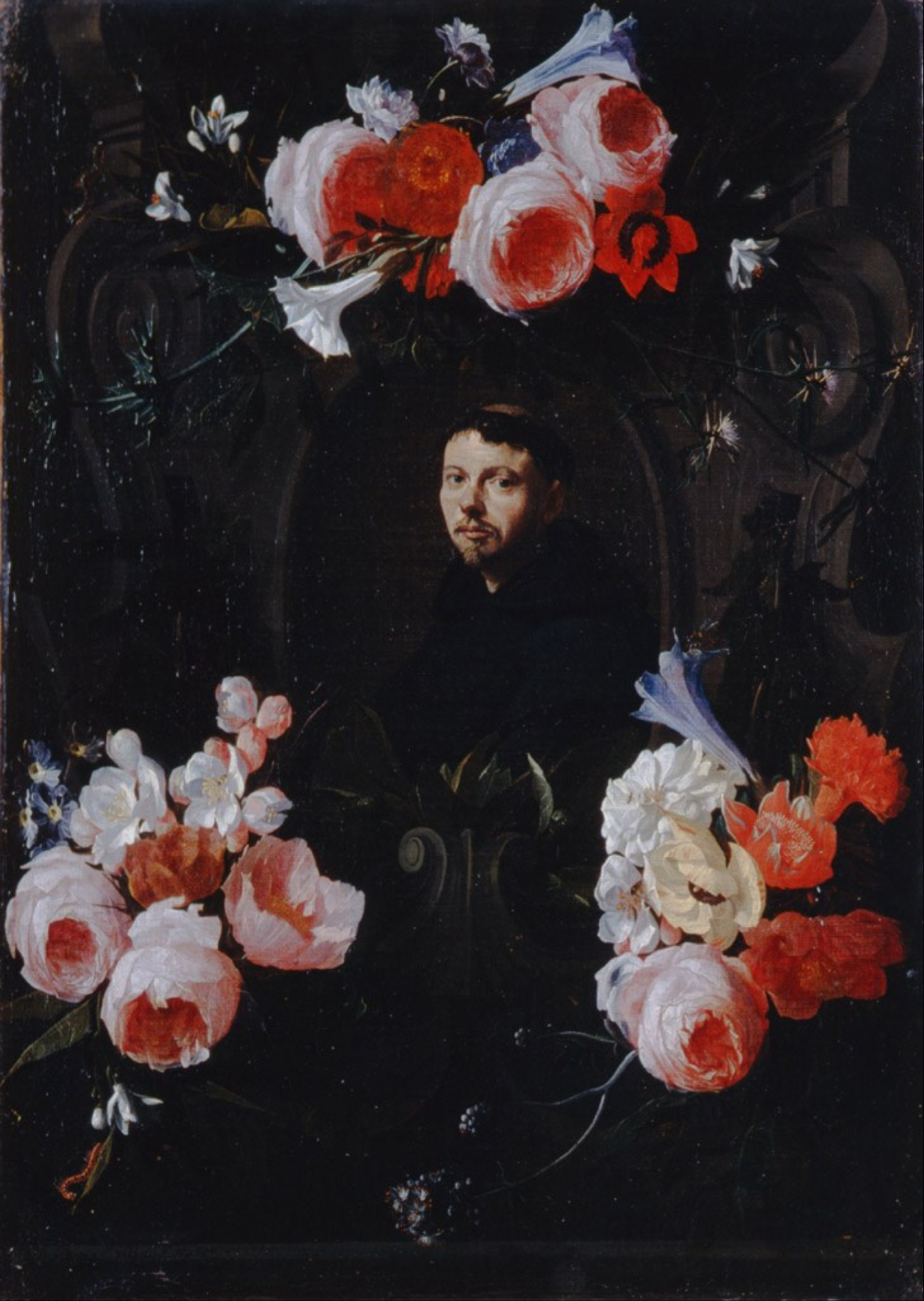
Monnik met bloemenkrans.

Hieronymus Galle I (ook: Jeronimus (I) Galle, Hieronymus (elder) Galle, Gieronimo Galle, Girolamo Galie, Girolamo Ghale), (Antwerpen, 1625 – aldaar, na 1679) was een Brabants kunstschilder uit de baroktijd gespecialiseerd in stillevens met fruit en bloemen.

## Levensloop
Hij was een leerling van Abraham Hack, die ook de meester was van zijn tijdgenoot Jan van den Hecke. Hij werd lid van het Antwerpse St. Lucasgilde in 1636 en werd meester in 1645-1646. Hij reisde naar Italië en is geregistreerd in Rome in 1661-1662, waar hij woonde met Franciscus de Neve (II).  Hij wordt het laatst vermeld in Antwerpen in 1679.